# Convento de Santa Clara (Palma del Río)
El convento de Santa Clara, también conocido por la denominación de Convento de Nuestra Señora de Santa Clara, es un edificio de carácter histórico que se encuentra situado en el municipio español de Palma del Río, en la provincia de Córdoba, comunidad autónoma de Andalucía.  
Enclavado en pleno casco antiguo de la entonces villa de Palma del Río (Córdoba), junto a la Iglesia parroquial de Nuestra Señora de la Asunción, el palacio de la familia Portocarrero, primero señores y después condes de Palma, el Convento de Santo Domingo y dentro de las murallas almohades de la ciudad. El convento está adscrito a la provincia franciscana de los Ángeles, con sede en el Monasterio de Nuestra Señora de los Ángeles (Hornachuelos).

## Proceso fundacional
Su fundación fue compleja, abarcando varias fechas claves que van desde la bula fundacional (dada el 13 de marzo de 1498 por el Papa Alejandro VI), las primeras mandas pías para el convento (dadas en el testamento del I conde de Palma, Luis Fernández Portocarrero Bocanegra, en 1505), o el propio testamento del fundador Juan Manosalvas (en 1509). Solo en 1510 se trajeron monjas al cenobio palmeño, provenientes del monasterio de Santa Clara de Andujar (Jaén); pero la constitución final de toda la estructura conventual durará varios siglos en clausurarse.
Dice el cronista Fray Andrés de Guadalupe en su Historia de la Santa Provincia de los Ángeles, que este convento se fundó por el caballero veinticuatro de Córdoba, Juan Manosalvas, en unas casas que había comprado en la cercanía de la entonces iglesia de Santa María. Expone las causas de la empresa llevada a cabo por el regidor, expiar las culpas por el asesinato de su mujer a causa de los celos. Esta afirmación aunque no se tiene constancia de ella, es desestimada por la propia lógica historiográfica.

## Conjunto arquitectónico-artístico
Según la bula de fundación del Convento de Santa Clara, este debía de contar con iglesia, cementerio, campana, campanil, dormitorio, refectorio, huerto y otras estancias. En lo que al arte y la arquitectura se refieren, el conjunto del convento consta de varios cuerpos de edificación, articulados por varios patios. Uno de ellos, el principal, tiene un claustro de características mudéjares; los restantes responden a los caracteres propios de la arquitectura tradicional andaluza. 
Se aprecian en el edificio dos momentos principales en la construcción de sus elementos más característicos: siglo XVI para el claustro y siglo XVIII para la iglesia y cuerpos de la parte norte. La construcción del conjunto se caracteriza a por la existencia de muros de tapial en los que se intercala fábrica de ladrillo en zócalos, recercado de huecos, esquinas y verdugadas horizontales que dividen los paños interiores. La parte correspondiente al siglo XVIII presenta iguales características, pero su factura es más sólida. La fachada oeste se sustenta sobre un resto de muralla de época árabe con tres contrafuertes, un trozo de muro de más reciente construcción y un cuerpo anexo del Convento que llega hasta la misma línea del muro.
El patio porticado del claustro, de planta cuadrangular, constituye el elemento arquitectónico de mayor valor artístico. Una particularidad del claustro es la no uniformidad de las cuatro fachadas interiores, ya que la situada al Norte, en planta baja presenta columnas pertenecientes al estilo barroco. 
Las columnas de la planta baja arrancan de un zócalo corrido. Basas, fustes y capiteles de estas columnas son de ladrillo cerámico y constituyen una muestra importante del arte mudéjar. La base está formada por dos toros y una escocia circulares que descansan sobre un zócalo cuadrangular de caras lisas. El fuste está constituido por veinte tambores formados por dos ladrillos semicirculares. En la fachada norte las columnas son salomónicas y los capiteles simples.
El artesonado del coro es el de mejor factura y el mejor conservado. A la primera planta se accede por dos escaleras, una situada cerca de la nave del coro de la iglesia y otra en el centro del cuerpo antiguo. La primera de dos tramos rectos es la principal, la segunda más irregular y de carácter secundario.

## Historia
El convento sufrió el azote de las desamortizaciones del siglo XIX, aunque pudo perdurar casi hasta nuestros días como tal. Durante la guerra civil española fue saqueado y quemado, perdiendo parte del gran patrimonio que sus paredes custodiaban, como imágenes del famoso imaginero Martínez Montañés. Tras la guerra volvieron las monjas, restaurando en parte las estructuras conventuales, y allí permanecieron en su tarea contemplativa y de venta de dulces en el torno, hasta finales de los años 70, en que definitivamente las monjas abandonan el convento, pasando este al grueso de los bienes municipales. En la actualidad, Santa Clara se ha perpetuado en el tiempo por medio del uso público. Está en pleno proceso de restauración y puesta en valor, como hotel, museo municipal, y salón de plenos del ayuntamiento.
En octubre de 2008 las Jornadas de Historia del Cardenal Portocarrero de Palma del Río, pusieron el acento en este convento y sus actas (en vías de publicación), conformarán un referente para su conocimiento y los futuros estudios históricos-artísticos en torno a él.